# Château de Fumerault
Le château de Fumerault est situé dans un domaine boisé de 175 ha sur la commune de Saint-Aubin-Château-Neuf dans le département de l'Yonne et de la région Bourgogne-Franche-Comté.

## Histoire
La première mention du "domaine de Fumeraut" date du XIIe siècle, lors de la donation de cette terre par le roi franc Louis le Gros à son fils Pierre 1er de Courtenay. 
Le château actuel a été construit en 1812. Deux ailes furent adjointes ultérieurement.
Au début du XXe siècle, il prit le nom de château de la Ricardière durant deux décennies.

## Architecture
Grande maison bourgeoise du XIXe siècle.
Des communs, un colombier et une maison très antérieurs à l'actuel château. Il subsiste une croix à l'emplacement de l'ancienne chapelle.

## Parc
Le parc est inscrit au pré-inventaire des jardins remarquables.